# Rapport au savoir
Le rapport au savoir est l’ensemble des relations qu’entretient une personne avec le savoir et son acquisition.

## Historique
Apparue dans les années 1970, la notion de rapport au savoir se développe en France dans les années 1980 et 1990. Cette notion est développée en réaction aux travaux expliquant l’échec scolaire en milieu défavorisé en utilisant les théories de la reproduction, de l’origine sociale et du handicap socioculturel.

## Dimensions
Le rapport au savoir possède trois dimensions : épistémique, identitaire et sociale.

### Ouvrages
- Jacky Beillerot et al., Savoir et rapport au savoir : Élaborations théoriques et cliniques, Éditions Universitaires, coll. « Savoir et Formation » (no 3), 1989 (ISBN 978-2-7113-0374-8)
- Jacky Beillerot (dir.), Claudine Blanchard-Laville (dir.) et Nicole Mosconi (dir.), Pour une clinique du rapport au savoir, L'Harmattan, coll. « Savoir et Formation », 1996 (ISBN 978-2-7384-4167-6)
- Bernard Charlot, Du Rapport au Savoir : Éléments pour une théorie, Anthropos, 1997, 112 p.
- Bernard Charlot, Le rapport au savoir en milieu populaire : Une recherche dans les lycées professionnels de banlieue, Anthropos, 1999 (ISBN 978-2-7178-3797-1)
- Jacky Beillerot, Formes et formations du rapport au savoir, L'Harmattan, coll. « Savoir et Formation », 2000 (ISBN 978-2-7384-9262-3)
- Colette Laterrasse, Du rapport au savoir à l'école et à l'université, L'Harmattan, coll. « Savoir et Formation », 2002 (ISBN 978-2-7475-2668-5, lire en ligne)
- Marie-France Carnus (dir.) et Valérie Vincent (dir.) (postface Philippe Perrenoud), Le rapport au(x) savoir(s) au cœur de l'enseignement : Enjeux, richesse et pluralité, De Boeck Superieur, 2015 (ISBN 978-2-8041-9418-5)

### Articles
- Christine Barré-De Miniac, Le Rapport à l'écriture : Aspects théoriques et didactiques, Presses Universitaires du Septentrion, 2000 (ISBN 978-2-85939-620-6, lire en ligne), « Le rapport à l'écriture et la « figure de l'apprendre » », p. 48-54
- Jean-Yves Rochex, « La notion de rapport au savoir : Convergences et débats théoriques », Pratiques Psychologiques, vol. 10, no 2,‎ 1er juin 2004, p. 93–106 (ISSN 1269-1763, DOI 10.1016/j.prps.2004.03.001, lire en ligne, consulté le 30 août 2022)
- Bernard Charlot, « La question du rapport au savoir : convergences et différences entre deux approches », Savoirs, vol. 10, no 1,‎ 2006, p. 37 (ISSN 1763-4229 et 2111-4390, DOI 10.3917/savo.010.0037, lire en ligne, consulté le 30 août 2022)
- (en) Patrice Venturini, « The Contribution of the Theory of Relation to Knowledge to Understanding Students’ Engagement in Learning Physics », International Journal of Science Education, vol. 29, no 9,‎ 2 juillet 2007, p. 1065–1088 (ISSN 0950-0693, lire en ligne, consulté le 31 août 2022)
- Françoise F. Laot, « Formateurs d'adultes et diffusion de la notion de rapport au savoir. : Approche socio-historique », dans Savoirs en (trans)formation, De Boeck Supérieur, 2009 (ISBN 978-2-8041-1510-4, lire en ligne), p. 163-183
- Geneviève Therriault, Barbara Bader et Claire Lapointe, « Redoublement et réussite scolaire : une analyse du rapport au Savoir », Revue des sciences de l’éducation, vol. 37, no 1,‎ 2011, p. 155–180 (ISSN 0318-479X et 1705-0065, DOI 10.7202/1007670ar, lire en ligne, consulté le 30 août 2022)
- Claudine Blanchard-Laville, « Du rapport au savoir des enseignants », Journal de la psychanalyse de l'enfant, vol. Vol. 3, no 1,‎ 5 octobre 2013, p. 123–154 (ISSN 0994-7949, DOI 10.3917/jpe.005.0123, lire en ligne, consulté le 30 août 2022)
- Nicole Mosconi, « Rapport au savoir : approche socio-clinique: », Cliopsy, vol. N° 26, no 2,‎ 12 octobre 2021, p. 133–147 (ISSN 2100-0670, DOI 10.3917/cliop.026.0133, lire en ligne, consulté le 30 août 2022)
- José Dilson Beserra Cavalcanti, « Le rapport au savoir : Émergence, propagation et institutionnalisation en tant que notion dans les domaines des Sciences de l’Éducation et des Didactiques », Academia, Université de Patras, no 19,‎ 2020, p. 27–52 (ISSN 2241-1402, DOI 10.26220/aca.3265, lire en ligne, consulté le 1er septembre 2022)